# Amerikanischer Baumwürger
Der Amerikanische Baumwürger (Celastrus scandens), selten auch Amerikanisches Bittersüss oder Baummörder genannt, ist eine Pflanzenart in der Familie der Spindelbaumgewächse (Celastraceae). Sie stammt hauptsächlich aus dem östlichen und zentralen Nordamerika. Sie wird als Zierpflanze verwendet.

## Beschreibung

### Erscheinungsbild und Rinde
Der Amerikanische Baumwürger wächst als laubabwerfende, im Uhrzeigersinn windende Liane, die Wuchshöhen von 5 bis 8 Metern erreicht. Die Sprossachsen sind meist schlank. Die braune Rinde besitzt helle Lentizellen.

### Blatt
Die wechselständig angeordneten Laubblätter besitzen hellgrüne Blattstiele. Die einfache, dünne Blattspreite ist länglich, elliptisch bis eiförmig oder verkehrt-eiförmig mit gerundeter bis spitzer Basis und zugespitztem bis geschwänztem oberen Ende. Der Blattrand ist gesägt bis gekerbt. Auf jeder Seite des erhabenen Mittelnerves befinden sich drei bis vier Seitennerven. Die im Sommer dunkelgrünen Laubblätter verfärben sich im Herbst gelb. Es sind minimale und abfallende Nebenblätter vorhanden.

### Blütenstand und Blüte

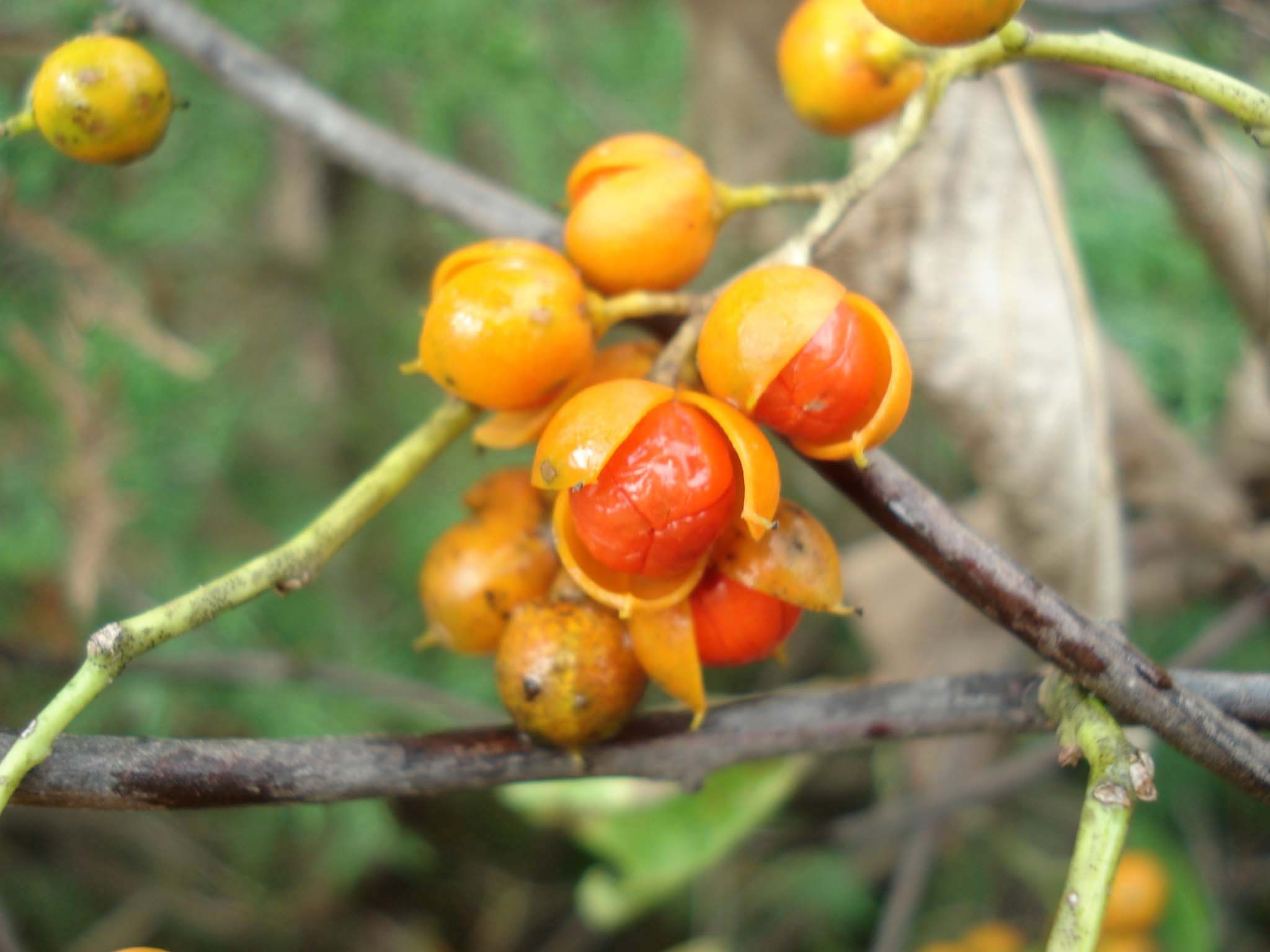
Kapselfrüchte

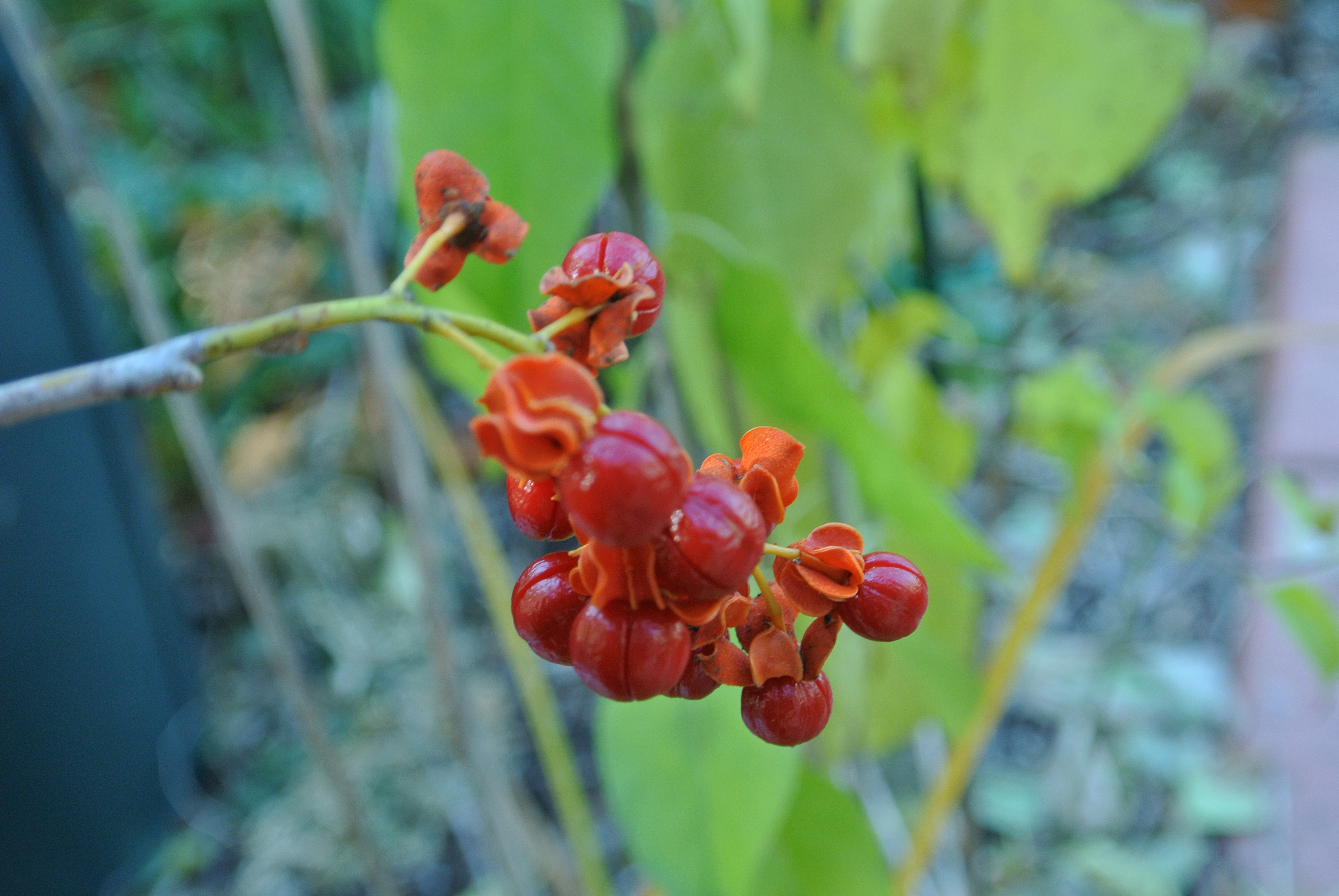
Arillus

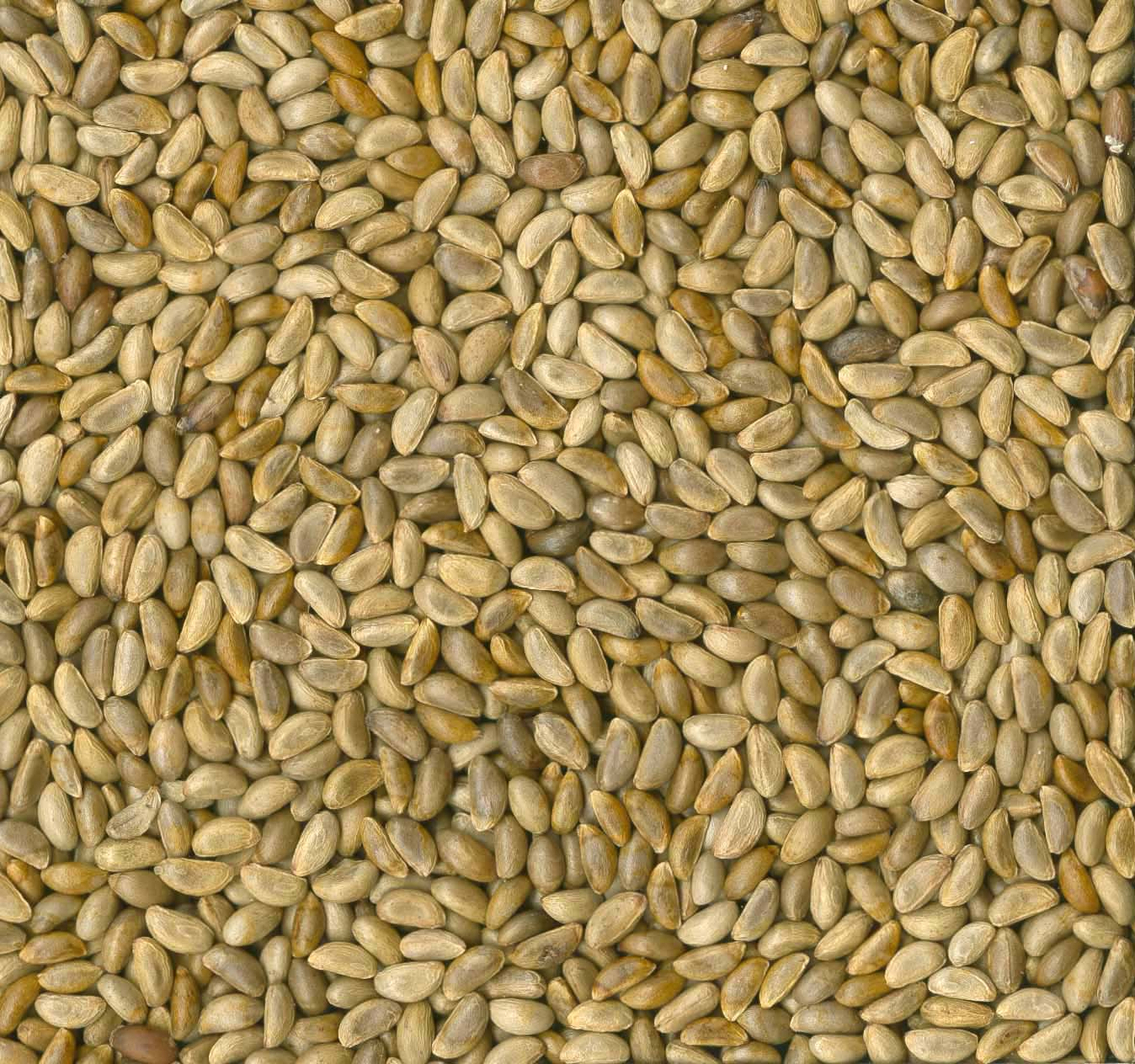
Samen

Der Amerikanische Baumwürger ist zweihäusig getrenntgeschlechtig (diözisch), aber es kommen auch zwittrige Blüten vor. Die Blütezeit liegt zwischen Mai und Juni. Sechs oder mehr Blüten stehen in end- oder achselständigen, unscheinbaren rispigen Blütenständen zusammen. Die relativ kleinen, meist funktionell eingeschlechtigen oder selten zwittrigen, kurz gestielten Blüten mit doppelter Blütenhülle sind radiärsymmetrisch und fünfzählig sowie gelblich-grün bis grünlich-weiß. Die Blütenstiele sind mit einem „Gelenk“ unterteilt. In den männlichen Blüten ist ein Kreis mit fünf Staubblättern und ein Pistillode vorhanden. In den weiblichen Blüten mit Staminodien ist der oberständige Fruchtknoten gut ausgebildet, und der gedrungene Griffel endet in einer dreilappigen Narbe. Es ist jeweils ein Diskus vorhanden. Die Bestäubung erfolgt durch Bienen.

### Frucht und Samen
Die bei einem Durchmesser von etwa 1 Zentimeter kugelrunden, ledrigen Kapselfrüchte mit Griffelresten färben sich bei Reife gelb-orange und öffnen sich mit drei Klappen. Drei bis sechs Samen stehen kugelig zusammen. Die bei einer Länge von etwa 6 mm ellipsoiden Samen sind von einem fleischigen, leuchtend roten bis orangefarbenen Arillus umhüllt und werden von Vögeln gefressen. Die Früchte reifen von August bis Oktober und bleiben bis zur Mitte des Winters erhalten. Man benötigt männliche und weibliche Exemplare, um Früchte und reife Samen als Dekoration im Garten oder Park und als Futter für Vögel zu erhalten.

### Chromosomenzahl
Die Chromosomenzahl beträgt 2n = 46.

## Verbreitung
Celastrus scandens besitzt eine weite Verbreitung hauptsächlich im östlichen und zentralen Nordamerika. Er kommt vor in der kanadischen Provinz Ontario, im südlichen Quebec, südlichen Manitoba sowie südöstlichen Saskatchewan und in den Bundesstaaten der Vereinigten Staaten Connecticut, Indiana, Maine, Massachusetts, Michigan, New Hampshire, New Jersey, New York, Ohio, Pennsylvania, Rhode Island, Vermont, Illinois, Iowa, Kansas, Minnesota, Missouri, Nebraska, North Dakota, Oklahoma, South Dakota, Wisconsin, östlichen Montana, östlichen Wyoming, nördlichen Alabama, Arkansas, Delaware, nördlichen Georgia, Kentucky, Maryland, nördlichen Mississippi, westlichen North Carolina, South Carolina, Tennessee, Virginia sowie Texas.

## Systematik
Die Erstveröffentlichung von Celastrus scandens erfolgte 1753 durch Carl von Linné in Species Plantarum, 1, S. 196. Das Artepitethon scandens kommt aus dem Griechischen und bedeutet kletternd. Synonyme für Celastrus scandens L. sind: Celastrus bullata L., Euonymoides scandens (L.) Moench.

## Nutzung
Celastrus scandens wurde von den indigenen Völkern Nordamerikas vielfältig genutzt. Blätter, Rinde und Wurzeln dienten zum Heilen von Rheumatismus, Geburtsschmerzen, Verdauungsproblemen, Hautgeschwüren, Husten, Tuberkulose, Zahnschmerzen und sogar Krebs. Die innere Rinde wurde manchmal während Hungersnöten zu einer dicken Suppe gekocht. Aus den giftigen Früchten wurde ein Gift hergestellt.
Heute wird Celastrus scandens in Parks und Gärten als Zierpflanze genutzt. Er ist in den gemäßigten Breiten winterhart und dient der Begrünung von Fassaden oder Zäunen.